# Introducción a los principios de la moral y la legislación
Introducción a los principios de la moral y la legislación (en inglés: An Introduction to the Principles of Morals and Legislation) es un libro del filósofo y teórico del derecho inglés Jeremy Bentham "impreso originalmente en 1780 y publicado por primera vez en 1789". El "trabajo teórico más importante" de Bentham, es donde Bentham desarrolla su teoría del utilitarismo y es el primer libro importante sobre el tema.

## Resumen
Bentham fue el primer filósofo importante en desarrollar y defender una teoría utilitarista de la ética. Al igual que John Stuart Mill, en quien influyó mucho, Bentham creía que la felicidad o el placer es lo único que es bueno por sí mismo. Creía que los humanos, por naturaleza, están motivados exclusivamente por el deseo de placer (un punto de vista conocido como hedonismo psicológico), y que éticamente deberían buscar maximizar el placer (un punto de vista conocido como "hedonismo ético"). En Los principios de la moral y la legislación, Bentham busca determinar cómo sería un sistema de leyes si se construyera sobre una base puramente utilitaria. Con ese fin, Bentham ofrece análisis minuciosos de los diversos tipos de placeres y dolores, las fuentes de placeres y dolores, cómo se deben medir los placeres y dolores, los componentes moral y legalmente relevantes de las acciones humanas, las consecuencias negativas de los actos dañinos, los tipos de comportamiento que son "no aptos" para el castigo, y las diversas clases de delitos.
El libro contiene varias de las citas más conocidas de Bentham. En el capítulo 1, "Del principio de utilidad", Bentham describe cómo las acciones están motivadas por el deseo de placer y son correctas en la medida en que generan utilidad o felicidad: "La naturaleza ha puesto a la humanidad bajo el gobierno de dos amos soberanos, el dolor y el placer. Sólo a ellos les corresponde señalar lo que debemos hacer, así como determinar lo que debemos hacer.”
El capítulo 17, "De los límites de la rama penal de la jurisprudencia", también contiene un respaldo temprano a la idea de que los intereses de los animales pueden importar moralmente:
"Ha sido el día, lamento decir que en muchos lugares aún no ha pasado, en que la mayor parte de las especies, bajo la denominación de esclavos, han sido tratadas por la ley exactamente en el mismo pie que, en Inglaterra para ejemplo, las razas inferiores de animales son todavía. Puede llegar el día en que el resto de la creación animal pueda adquirir esos derechos que nunca podrían haberles sido negados sino por la mano de la tiranía. Los franceses ya han descubierto que la negrura de la piel no es razón para que un ser humano deba ser abandonado sin remedio al capricho de un torturador. Puede que algún día se reconozca que el número de patas, la vellosidad de la piel o la terminación del os sacrum son razones igualmente insuficientes para abandonar a un ser sensible a la misma suerte. ¿Qué más es lo que debería trazar la línea infranqueable? ¿Es la facultad de la razón, o quizás la facultad del discurso? Pero un caballo o un perro adulto es, sin comparación, un animal más racional, así como más conversador, que un bebé de un día, una semana o incluso un mes de edad. Pero supongamos que fueran de otro modo, ¿de qué serviría? La pregunta no es ¿Pueden razonar? ni pueden hablar? pero, ¿Pueden sufrir?" 
La Introducción también contiene la famosa discusión de Bentham sobre el "cálculo feliz (o hedónico)", su método propuesto para determinar qué curso de acción futuro produciría la mayor cantidad neta de placer sobre el dolor. Según Bentham, se deben considerar siete factores al sopesar el valor de un placer o dolor: su intensidad, su duración, su grado de certeza, su proximidad o lejanía, su fecundidad (es decir, su tendencia a producir más placeres o dolores), su pureza (es decir, si es puramente placentero o doloroso, o está mezclado con su opuesto), y su extensión (es decir, el número de personas a las que se extiende).

## Lectura adicional
- James E. Crimmins, "Jeremy Bentham," Stanford Encyclopedia of Philosophy, https://plato.stanford.edu/entries/bentham/.
- Gerald J. Postema, Bentham and the Common Law Tradition. Oxford Oxford University Press, 1986.
- H.L.A. Hart, Essays on Bentham. Oxford: Clarendon Press, 1982.